# Kakina
Kakina fou un estat tributari protegit de Bengala, del tipus zamindari, avui dia a Bangladesh, districte de Rangpur. L'ancestre de la dinastia fou Raghu Ram, senapati de les forces de Koch Bihar, el fill del qual fou el primer zamindar el 1687.

## Llista de zamindars
- ram narayan 1687-1710.
- raja roy chowdhury (fill) 1710-?
- rudra roy chowdhury (fill), ?- 1768
- rasik roy chowdhury (fill) 1768-1770
- Alaknanda Chowdhurani (esposa, regent) 1770-1784
- ram rudrai Roy Chowdhury (fill) 1784-1820
- XX Roy Chowdhury (fill) 1820-?
- XXX Roy Chowdhury (fill) ?-1850
- babu sambhu chandra roy chowdhury (cosí) 1850-?
- raja mahima ranjan roy chowdhury ?-?
- raja mahendra ranjan Roy Chowdhury ?-1940 (mort amb dues filles)